# محمود شقير
محمود شقير كاتب وروائي فلسطيني من مواليد جبل المكبر في القدس، عام 1941. حاصل على ليسانس فلسفة واجتماع من جامعة دمشق عام 1965. شغل منصب نائب رئيس رابطة الكتاب الأردنيين وعضو الهيئة الإدارية للرابطة ما بين عامي 1977 و1987، وكان عضو في المجلس الوطني الفلسطيني. ترأس محمود شقير تحرير عدة صحف ومجلات عربية كصحيفة الطليعة المقدسية، مجلة دفاتر ثقافية، مجلة صوت الوطن وصحيفة الجهاد المقدسية، كما عمل في صحيفة الرأي الأردنية، محرراً لشؤون الأراضي المحتلة بين عام 1978 و1980، وكاتباً لمقالة أسبوعية بين عامي 1991 و1993.

## نشاطه الأدبي
ابتدأ الكتابة عام 1962 ونشر العديد من قصصه القصيرة في مجلة الأفق الجديد المقدسية. عمل محررا ثقافياً في أكثر من منبر أدبي فلسطيني وأردني، ونشر قصصه في عديد المجلات الأدبية العربية. صدر له أكثر من 45 كتابًا في القصة القصيرة والقصة القصيرة جداً وأدب السيرة وأدب الأطفال، كما قدّم للمسرح 4 أعمال، وكتب حواراً لستة من المسلسلات التلفزيونية العربية. ترجمت قصصه إلى أكثر من عشر لغات، منها الإنجليزية، الفرنسية، الألمانية، الصينية، الكورية، المنغولية، والتشيكية، وصدرت مختارات من أعماله في عدة لغات حول العالم، كما كان أدبه موضوعا لعدة رسائل اكاديمية في فلسطين والعالم العربي وأوروبا. كرّم من قبل أهم المؤسسات الثقافية الفلسطينية في القدس، وصدرت أعماله في أكثر من طبعة بالعالم العربي.

## إصدارات
| الكتاب                                            | سنة النشر | ملاحظات                                                                     |
| ------------------------------------------------- | --------- | --------------------------------------------------------------------------- |
| خبز الآخرين                                       | 1975      | مجموعة قصصية                                                                |
| الولد الفلسطيني                                   | 1977      | مجموعة قصصية                                                                |
| طقوس للمرأة الشقية                                | 1986      | قصص قصيرة جداً                                                               |
| الحاجز                                            | 1986      | مجموعة قصصية للأطفال.                                                       |
| الجندي واللعبة                                    | 1986      | مجموعة قصصية للأطفال.                                                       |
| أغنية الحمار                                      | 1988      | مجموعة قصصية للأطفال.                                                       |
| صمت النوافذ: قصص قصيرة جداً                        | 1991      |                                                                             |
| قالت مريم.. قال الفتى                             | 1996      | قصة طويلة للفتيات والفتيان                                                  |
| ظل آخر للمدينة                                    | 1998      | الطبعة الثانية صدرت 2009.                                                   |
| مهنة الديك                                        | 1999      | مجموعة قصصية للأطفال.                                                       |
| أنا وجمانة                                        | 2000      | رواية للفتيات والفتيان.                                                     |
| طيور على النافذة                                  | 2001      | قصة للأطفال.                                                                |
| الولد الذي يكسر الزجاج                            | 2001      | قصة للأطفال.                                                                |
| تجربة قاسية                                       | 2001      | قصة للأطفال.                                                                |
| مرور خاطف: قصص قصيرة جداً                          | 2002      |                                                                             |
| الربان: ثلاثة نصوص مسرحية للفتيات والفتيان        | 2003      |                                                                             |
| صورة شاكيرا                                       | 2003      | مجموعة قصصية                                                                |
| ابنة خالتي كوندوليزا                              | 2004      | مجموعة قصصية                                                                |
| باحة صغيرة لأحزان المساء: قصص قصيرة جداً           | 2004      |                                                                             |
| الحطّاب: حكاية شعبية                               | 2004      | صدرت حكاية الحطّاب بالعربية والفرنسية عن دار سايروس في فرنسا عام 2003.       |
| الملك الصغير                                      | 2004      | قصة للأطفال.                                                                |
| علاء في البيت الصغير                              | 2004      | قصة للأطفال.                                                                |
| قالت لنا الشجرة                                   | 2004      | مجموعة قصصية للأطفال.                                                       |
| مدن فاتنة وهواء طائش                              | 2005      | رحلات                                                                       |
| باحة صغيرة لأحزان المساء                          | 2005      |                                                                             |
| احتمالات طفيفة                                    | 2006      | قصص قصيرة جداً                                                               |
| كوكب بعيد لأختي الملكة                            | 2007      | رواية للفتيات والفتيان.                                                     |
| مرايا الغياب                                      | 2007      | نصوص نثرية                                                                  |
| شاربا مردخاي وقطط زوجته                           | 2007      | مختارات قصصية في كتاب باللغة الانجليزية صدرت عن دار بانيبال للنشر في لندن . |
| مقعد رونالدو وقصص أخرى                            | 2007      | مختارات قصصية                                                               |
| كلب أبيض ذو بقعة بيضاء                            | 2008      | قصة للأطفال.                                                                |
| الحي العجيب وقصص أخرى                             | 2009      | قصص للأطفال مترجمة إلى اللغة المنغولية                                      |
| القدس وحدها هناك                                  | 2010      |                                                                             |
| قالت لنا القدس: نصوص، يوميات وشهادات              | 2010      | [ 5 ]                                                                       |
| حكايات على ظهر فرس                                | 2010      |                                                                             |
| أحلام الفتى النحيل                                | 2011      | رواية للفتيات والفتيان.                                                     |
| مدينة الخسارات والرغبة                            | 2011      |                                                                             |
| بنت وثلاثة أولاد في مدينة الأجداد                 | 2012      |                                                                             |
| مديح لمرايا البلاد                                | 2012      | سيرة ذاتية.                                                                 |
| محمود شقير: الأعمال القصصية الكاملة القصص القصيرة | 2012      | المجلد الأول.                                                               |
| فرس العائلة                                       | 2013      | رواية.                                                                      |
| القدس مدينتي الأولى                               | 2014      |                                                                             |
| مديح لنساء العائلة                                | 2015      | رواية.                                                                      |
| في انتظار الثلج                                   | 2016      |                                                                             |
| أنا وصديقي الحمار                                 | 2016      |                                                                             |
| ظلال العائلة                                      | 2018      | رواية.                                                                      |
| فدوى طوقان الرحلة الأبهى                          | 2018      | [ 9 ]                                                                       |
| أنا والكتابة: من ألف باء اللغة إلى بحر الكلمات    | 2018      | سيرة أدبية.                                                                 |
| تلك الأمكنة                                       | 2020      | سيرة ذاتية.                                                                 |
| بيت من ألوان: إسماعيل وتمام                       | 2022      | رواية للفتيات والفتيان.                                                     |
| تلك الأزمنة                                       | 2022      | سيرة ذاتية.                                                                 |
| حفيدةٌ من هناك                                     | 2025      | سردية                                                                       |

## الأعمال الفنية
كتب محمود شقير عدداً من المسلسلات والمسرحيات منها:
| العمل                         | التاريخ | ملاحظات             |
| ----------------------------- | ------- | ------------------- |
| مسلسل (الكواكبي "عبد الرحمن") | 1980    | تأليف.              |
| مسلسل (حدث في المعمورة)       | 1981    | سيناريو وحوار.      |
| مسلسل (الزيارة)               | 1984    | إعداد تلفزيوني.     |
| مسلسل (إبراهيم طوقان)         | 1984    | سيناريو وحوار.      |
| مسلسل (دروب لا تلتقي)         | 1986    | سيناريو وحوار.      |
| مسلسل (بيوت في الريح)         | 1987    | قصة وسيناريو وحوار. |
| مسرحية (ديمقراطي بالعافية)    | 1996    | بطولة زهير النوباني |
| مسرحية (كله ع الريموت)        | 1999    |                     |
| مسرحية (تفاصيل صغيرة)         | 2000    |                     |
| مسرحية (جمانة والأولاد)       | 2008    |                     |

## جوائز
- حائز على جائزة محمود درويش للحرية والإبداع 2011.[7]
- حاصل على جائزة القدس للثقافة والإبداع 2015.
- اختيرت روايته مديح لنساء العائلة ضمن القائمة القصيرة لجائزة البوكر العربية في دورة 2016.[15]
- حاصل على جائزة دولة فلسطين في الآداب 2019.[16]
- حاصل على جائزة فلسطين العالمية في الآداب 2023.[17]